# ...Allow Us to Be Frank
| 전문가 평가      | 전문가 평가 |
| 평가 점수        | 평가 점수   |
| 출처             | 점수        |
| ---------------- | ----------- |
| Entertainment.ie | [ 1 ]       |
| MTV Asia         | [ 2 ]       |
| RTÉ.ie           | [ 3 ]       |
| Rovi             | [ 4 ]       |
| Stylus Magazine  | F           |

《...Allow Us to Be Frank》는 랫 팩의 헌정 음반으로, 미국에서 발매된 다섯 번째 스튜디오 음반이자, 소니 BMG의 여섯 번째 메이저 음반이자 아일랜드의 보이 밴드 웨스트라이프의 첫 번째 커버 음반이며, 브라이언 맥패든이 탈퇴한 이후 첫 번째 음반이자 4인조 음반이기도 하다. 2004년 11월 8일에 발매되었으며, 아일랜드에서는 2위, 영국에서는 3위로 정점을 찍었다. 《...Allow Us to Be Frank》는 2004년 연말 음반 차트에서 24위를 했다. 이 음반에는 〈The Way You Look Tonight〉, 〈Come Fly with Me〉, 〈Moon River〉, 〈Summer Wind〉, 〈That's Life〉와 같은 프랭크 시나트라가 만든 곡들이 수록되어 있다. 또한 냇 킹 콜의 노래인 〈When I Fall in Love〉도 포함되어 있다. 이 음반은 런던 브렌트구의 웸블리 피닉스 스튜디오에서 60곡의 오케스트라와 함께 녹음되었다.

## 싱글
〈Smile〉은 2004년 11월 4일, 첫 싱글로 발매되었다. 이 싱글은 비디오와 B-사이드 〈White Christmas〉와 〈When I Fall in Love〉를 특징으로 하고, 스웨덴에서 37위로 차트에 올랐다.
〈Fly Me to the Moon〉은 2004년 12월 20일 이 음반의 두 번째 싱글로 발매되었다. 이 싱글은 디지털로만 발매되었고, 이 비디오는 물론 음반에는 수록되지 않은 독점적인 B-사이드인 〈Beyond the Sea〉가 수록되었다.
〈Ain't That a Kick in the Head〉는 2005년 1월 6일 이 음반의 세 번째이자 마지막 싱글로 발매되었다. 이 싱글은 비디오와 B-사이드 〈Moon River〉를 특징으로 한다. 덴마크에서는 5위, 스웨덴에서는 20위, 네덜란드에서는 41위, 유럽에서는 43위로 정점을 찍었다. 반면 〈Moon River〉는 러시아에서 221위에 올랐다.

## 곡 목록
| #   | 제목                                            | 작사·작곡                                           | 재생 시간 |
| --- | ----------------------------------------------- | --------------------------------------------------- | --------- |
| 1.  | 〈Ain't That a Kick in the Head〉               | 새미 칸, 지미 반 휴센                               | 2:27      |
| 2.  | 〈Fly Me to the Moon〉                          | 바트 하워드                                         | 2:31      |
| 3.  | 〈Smile〉                                       | 찰리 채플린, 제프리 파슨스, 존 터너                 | 2:50      |
| 4.  | 〈Let There Be Love〉                           | 이언 그랜트, 리오넬 랜드                            | 2:45      |
| 5.  | 〈The Way You Look Tonight (with 조앤 힌들리)〉 | 제롬 컨, 도로시 필즈                                | 4:07      |
| 6.  | 〈Come Fly with Me〉                            | 칸, 휴센                                            | 3:15      |
| 7.  | 〈Mack the Knife〉                              | 마르크 블리츠슈타인, 베르톨트 브레히트, 쿠르트 바일 | 3:10      |
| 8.  | 〈I Left My Heart in San Francisco〉            | 조지 코리, 더글러스 크로스                          | 2:59      |
| 9.  | 〈Summer Wind〉                                 | 한스 브래트키, 헨리 메이어, 조니 머서               | 2:58      |
| 10. | 〈Clementine〉                                  | 우디 해리스, 퍼시 몬트로즈                          | 3:19      |
| 11. | 〈When I Fall in Love〉                         | 에드워드 헤이먼, 빅터 영                            | 3:09      |
| 12. | 〈Moon River〉                                  | 머서, 헨리 맨시니                                   | 2:40      |
| 13. | 〈That's Life〉                                 | 켈리 고든, 딘 케이                                  | 3:13      |

## 인증
| 국가       | 인증        | 판매량/출하량 |
| ---------- | ----------- | ------------- |
| 영국 (BPI) | 2× 플래티넘 | 653,405       |